# Захарчук, Оксана Владимировна
Окса́на Влади́мировна Захарчу́к (укр. Оксана Володимирівна Захарчук; род. 3 апреля 1980, Острог, Ровненская область) — украинская легкоатлетка, специалистка по толканию ядра. Выступала на профессиональном уровне в 1997—2007 годах, двукратная чемпионка Украины, победительница и призёрка ряда крупных международных турниров, участница летних Олимпийских игр в Афинах.

## Биография
Оксана Захарчук родилась 3 апреля 1980 года в городе Острог Ровненской области Украинской ССР. Впоследствии на соревнованиях представляла Киевскую область.
Первого серьёзного успеха в лёгкой атлетике на международном уровне добилась в сезоне 1997 года, когда вошла в состав украинской сборной и выступила на Европейских юношеских Олимпийских днях в Лиссабоне, где одержала победу в зачёте толкания ядра.
В 2000 году в толкании ядра выиграла зимний чемпионат Украины в Броварах, тогда как на летнем чемпионате Украины в Киеве стала серебряной призёркой.
В 2001 году вновь была лучшей на зимнем чемпионате Украины в Броварах, взяла бронзу на летнем чемпионате Украины в Киеве, заняла восьмое место на молодёжном европейском первенстве в Амстердаме. Будучи студенткой, представляла страну на Всемирной Универсиаде в Пекине, где однако провалила все попытки в толкании ядра, не показав никакого результата.
В 2002 году среди прочего заняла 14-е место на Европейском вызове по зимним метаниям в Пуле.
В 2003 году получила серебро на зимнем чемпионате Украины в Сумах, была шестой на Европейском вызове по зимним метаниям в Джоя-Тауро.
В 2004 году победила на чемпионате Украины в Ялте, в то время как на Кубке Украины в Киеве кроме победы ещё и установила свой личный рекорд в толкании ядра на открытом стадионе — 19,05 метра. Благодаря череде успешных выступлений удостоилась права защищать честь страны на летних Олимпийских играх в Афинах — на предварительном квалификационном этапе толкнула ядро на 17,28 метра, чего оказалось недостаточно для выхода в финал.
В 2005 году стала серебряной призёркой на зимнем чемпионате Украины в Сумах, участвовала в Кубке Европы по зимним метаниям в Мерсине, взяла бронзу на летнем чемпионате Украины в Киеве.
В 2006 году была третьей на зимнем чемпионате Украины в Сумах, превзошла всех соперниц на летнем чемпионате Украины в Киеве.
В 2007 году выиграла зимний чемпионат Украины в Сумах и по окончании сезона завершила спортивную карьеру.